# Ingujagun
L'Ingujagun (in russo Ингуягун?) è un fiume della Russia siberiana occidentale, affluente di sinistra del Tromʺëgan (bacino idrografico dell'Ob'). Scorre nel Surgutskij rajon del Circondario autonomo degli Chanty-Mansi-Jugra e attraversa il distretto urbano della cittadina di Kogalym.
Il fiume nasce nel bassopiano della Siberia occidentale in una zona paludosa ricca di laghi. Scorre in direzione meridionale e sfocia nel Tromʺëgan a 126 km dalla foce. La lunghezza del fiume è di 235 km, il bacino imbrifero è di 5 140 km².
Lungo il medio e basso corso del fiume corre la linea ferroviaria Surgut-Novyj Urengoj.